# Hospital de Sant Sever

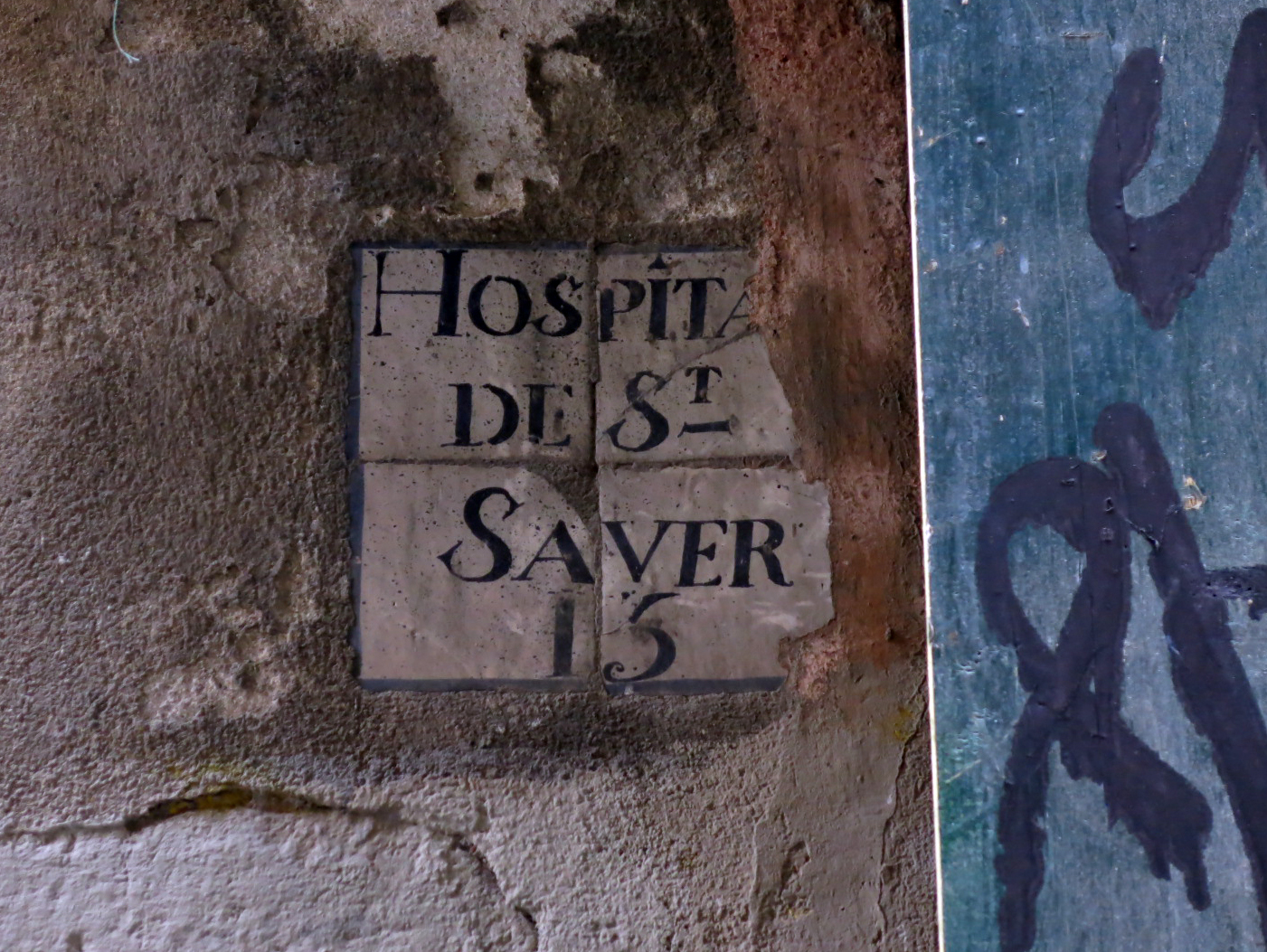
Rètol de l'hospital

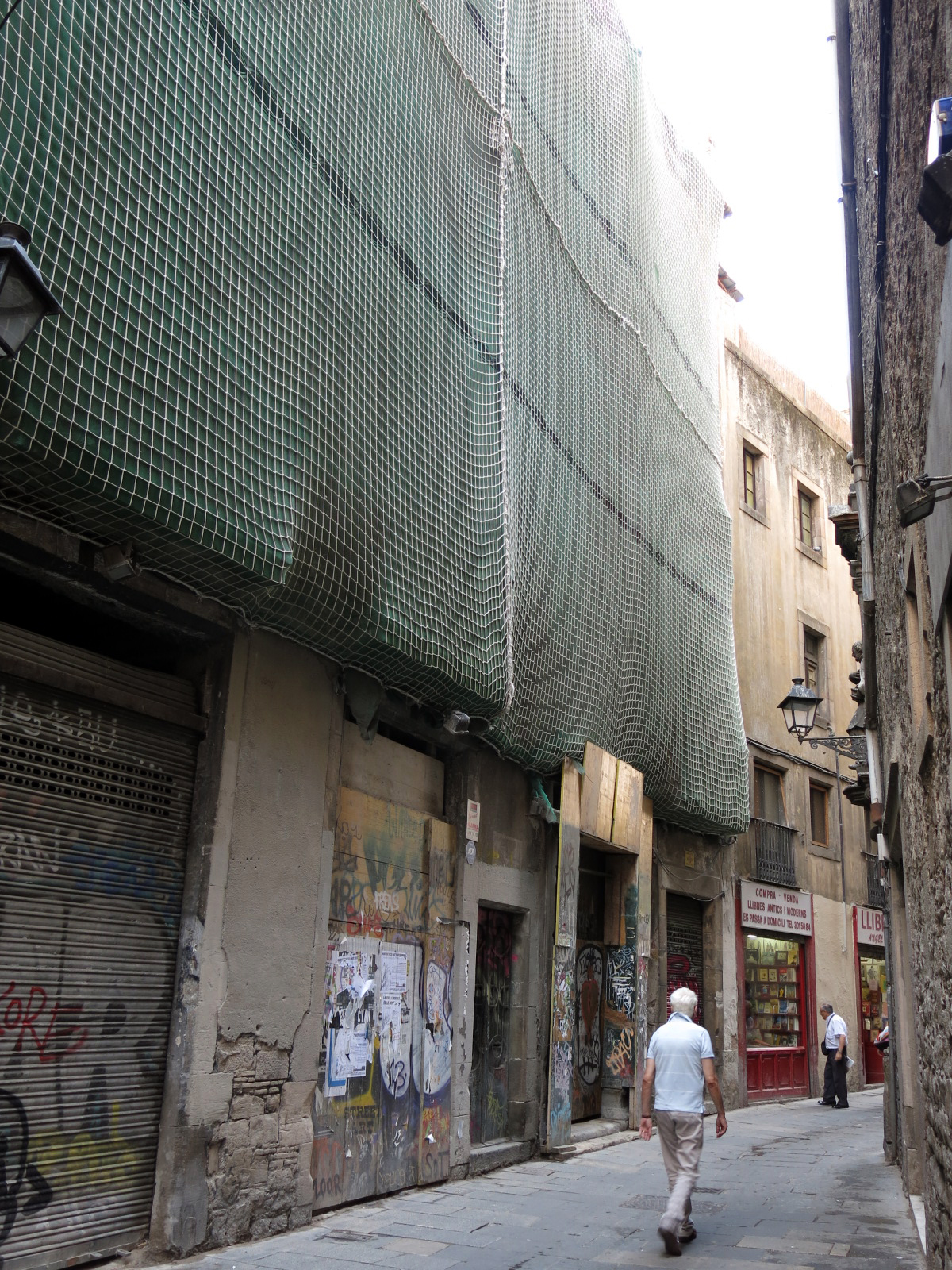
A causa de la paralització de les obres de rehabilitació, una lona va cobrir la façana des del 2007.

L'Hospital de Sant Sever és un edifici situat al carrer de la Palla, 19-21 de Barcelona, catalogat com a bé amb elements d'interès (categoria C).

## Història
El 8 d'agost del 1412, Jaume Aldomar, prevere beneficiat de la Seu de Barcelona, va fundar un centre hospitalari sota l'advocació de Sant Sever (un dels patrons de la diòcesi de Barcelona), per atendre els sacerdots pobres i malalts del bisbat barceloní. Segons l'escriptura notarial, Mossèn Aldomar va fer donació dels terrenys, amb cases i horts, així com del mobiliari i les rendes necessaris per a la fundació i funcionament de la institució. A diferència d'altres hospitals barcelonins de l'època, com el de la Santa Creu, que depenien del bisbat o del capítol catedralici, el de Sant Sever, en ser fundat per iniciativa personal, funcionava de manera autònoma (independència que va mantenir fins al segle xx). L'administració corria a càrrec de quatre administradors: dos preveres de la Seu, un de l'església de Santa Maria del Pi i un altre de Santa Maria del Mar, un càrrec que es renovava anualment i, des del 1430, de manera bianual. Segons les fonts documentals, els quatre primers administradors van ser Pere Corts, Guillem Cortina, Guerau d'Esplugues i Pere Alegre.
L'edifici original, donat per Aldomar, era una construcció d'època baixmedieval (segles xiii-xiv), de planta baixa i pis. A l baixos hi havia els espais comuns i administratius (arxius, sales d'estudi, rebost, etc.), i la planta superior era ocupada per les habitacions dels malalts i del personal resident. Al segle xvi es van construir nous espais i instal·lacions, incloent-hi una nova església a la part posterior del recinte, ocupant el terreny de l'hort. Es tractava d'una sola nau de planta rectangular, amb una capella dedicada a la Mare de Déu, que tenia un retaule i un conjunt escultòric. Al segle xvii es va adquirir una nova parcel·la al costat est de l'església, on posteriorment es va construir un pati o claustre.
Durant la segona meitat del segle xviii es va fer la reforma més important del recinte, probablement motivada per l'incendi que va afectar l'hospital el 8 de desembre del 1748. D'aquesta època data la construcció de les galeries o pòrtics al voltant del claustre, articulats com a espais de distribució de les estances situades a la part posterior de l'immoble, com les cel·les per a malalts mentals. Destaca també la reestructuració dels portals de la planta baixa, realitzada el 1773. El 1807, l'hospital va ser reformat i ampliat amb la remunta de tres pisos, destinats a ús residencial, i se'n van reconfigurar els accessos, segregant l'escala per al personal de l'hospital de l'entrada per als llogaters particulars. El 1837 s'agregà al conjunt la finca núm. 19, construïda el 1772.
El 1913, l'hospital va quedar adscrit a la jurisdicció del bisbat, perdent la seva independència. A causa a la manca de condicions òptimes per a la cura dels interns, el 1925 la institució va arribar a un acord per a traslladar la seva activitat al Seminari Major de sacerdots retirats de la diòcesi (avui Residència Sacerdotal Sant Josep Oriol), al barri de les Corts. Després de la Guerra Civil, els baixos eren ocupats per antiquaris com Alfons Roura i Agustín Mendoza, aquest darrer considerat un dels principals de la postguerra a la ciutat.
El 1958, l'immoble va ser adquirit per la família Sesplugues, i el desembre del 2006, Josep Maria Sesplugues va obtenir la llicència d'obres per a transformar-lo en un hotel de luxe. Les obres de rehabilitació es van iniciar el 2007, però es van interrompre el 2009 per la mort del promotor. Finalment, va ser adquirit per la família Casacuberta Marsans i rehabilitat el 2023 amb un nou projecte dels arquitectes Jordi Garcés, Daria de Seta i Anna Bonet Giné.

## Descripció

### Façana
El conjunt actual és fruit de múltiples transformacions fetes al llarg de cinc segles sobre la construcció original baixmedieval de planta baixa i un pis. De l'antiga façana, enclavada en una construcció de principis del segle xix, només se'n conserva el portal, amb la data de 1562 inscrita a la llinda, guarnida amb relleus esculpits. A sobre d'aquesta hi ha una fornícula en forma de serliana, un recurs compositiu que té el seu origen al Renaixement italià i que resulta de la divisió d'una obertura en tres parts simètriques, tot cobrint-se la central (que presenta major alçària) amb un arc de mig punt i les laterals amb una llinda. En aquest cas, l'estructura que configura la serliana és molt senzilla, sense cap decoració (almenys conservada) i està sostinguda per dues columnes al tram central i dues semi-columnes adossades a la paret. La totalitat de la fornícula queda emmarcada per dos pilastres de fust estriat dòriques que sostenen un entaulament molt senzill, el qual és doble al tram central on hi ha l'arc.
Fins al 1937 hi hagué, ocultes dins de la triple fornícula, les imatges del bisbe Sant Oleguer (desapareguda) i dos orants, aquestes dues últimes conservades actualment al Museu Nacional d'Art de Catalunya i tradicionalment atribuïdes a l'escultor quatrecentista Pere Oller.

### Estructura
Des del portal del carrer de la Palla, un celobert (cobert totalment al segle xx) condueix a l'entrada de l'antiga església, ubicada a la part posterior del recinte. Es tracta d´una sola nau, de planta rectangular, amb la capçalera plana i un sostre sustentat per bigues de fusta. Segons la documentació conservada, el 1615 es va construir una cripta o sepultura sota l'església amb una làpida de jaspi negre, on s'enterraven els malalts que morien a l'hospital. Al segle xix va ser reemplaçada per una nova cripta, segellada amb una làpida de pedra basàltica, que presenta la data de 1808 i l'escut heràldic de Sant Sever.
L'espai de culte es completava amb una petita capella dedicada a la Mare de Déu, a la banda est de l'església, i una sagristia, de planta quadrada coberta amb volta d'aresta, localitzada al lateral oest de la capçalera, quedant integrada amb el pati. El pati o claustre gòtic, que data de la segona meitat del segle xviii, queda delimitat per unes galeries porxades, configurades amb arcs de mig punt. Aquestes galeries, parcialment conservades actualment, van funcionar com a espai de distribució de les habitacions de la part posterior, on s'ubicaven les cel·les per a malalts mentals.

### Retaule
La capella de l'hospital albergava un gran retaule, avui parcialment conservat, instal·lat el 1535. L'estructura de fusta va ser dissenyada pel fuster Francesc Patau i l'escultor Damià Forment, amb una composició «a la romana», simètrica amb tres cossos verticals emmarcats i delimitats per pilastres i altres estructures de repertori ornamental clàssic. Els laterals disposen de tres quadrants on es desenvolupen escenes pintades de la vida del sant, obra dels pintors portuguesos Henrique Fernandes i Pedro Nunyes. El tram central presenta una única escena pictòrica a la zona inferior i la resta de la composició està ocupada per una fornícula de mig punt reservada per a la talla de Sant Sever, contractada el 1541 a Martín Díez de Liatzasolo. El retaule es remata amb una mena de frontó semicircular central de mig punt on es localitza la figura de mig cos de Déu Pare i que està flanquejat per dos més petis amb motius vegetals.
Aquest retaule va ser reemplaçat per un altre barroc del 1685, obra de Salvador Viladomat, pare d'Antoni Viladomat. El del segle xvi va ser traslladat a l'antiga església romànica de Sant Joan Baptista d'Olesa de Bonesvalls (Alt Penedès), renovada el 1777. El 1809, va ser reubicat a la capella de Santa Maria de l'Anunciació de l'Hospital de Cervelló, al mateix municipi. El 1929, Agustí Duran i Sanpere va identificar el retaule i amb la col·laboració de mossèn Manuel Trens aconseguiren traslladar-lo (a desgrat dels olesans) al Museu Diocesà de Barcelona, on es va restaurar. Va ser una de les obres damnificades per l'esclat anticlerical de juliol del 1936, perdent-se l'estructura de fusta i la imatgeria. Actualment, al Museu Diocesà només se'n conserven les pintures.